# Аросемена Монрой, Карлос Хулио
Карлос Хулио Аросемена Монрой (исп. Carlos Julio Arosemena Monroy; 24 августа 1919, Гуаякиль, Эквадор — 5 марта 2004, Гуаякиль) — политический, государственный и общественный деятель Эквадора, 39-й президент Эквадора (1961—1963), вице-президент Эквадора (1960—1961), президент Национального конгресса Эквадора (1960—1961).
адвокат

## Биография
Сын президента Эквадора Карлоса Аросемена Тола (1947—1948).
Окончил Гуаякильский университет.
В 1952 году был избран председателем палаты депутатов Эквадора. В 1952—1953 годах — министр обороны. С 1960 года занял должность вице-президента Эквадора.
После свержения военными Хосе́ Мари́я Вела́ско Иба́рра в 1961 году стал президентом Эквадора. В течение срока своего правления был одним из самых динамичных и противоречивых президентов в истории страны. За 20-месячный срок исполнения полномочий продвигал реформы, среди них дешёвое жилье, прогрессивные подоходные налоги и ежегодные премии для рабочих. Продолжая непопулярную, жёсткую экономическую программу своего предшественника, сумел восстановить торговый баланс страны. Подвергался критике за левые взгляды и, прежде всего, за склонность к алкоголю. Его поддержка кубинской революции Фиделя Кастро вызвала длительный конфликт с Национальным конгрессом и военными Эквадора.
Во времена его президентства имели место две неудачные попытки объявить ему импичмент. Парламент дважды пытался отстранить его от власти.
Аросемена Монрой был отстранён от власти в результате военного переворота 1963 года. Причиной тому стала критика в адрес правительства США и неуважительное отношение к послу Соединенных Штатов в Эквадоре Морису Бернбому. Нашел убежище в Панаме.
Позже вернулся к политической жизни в Эквадоре, был депутатом Национального конституционного собрания (1966—1967) и Национальной палаты представителей (1979—1984), а также лидером Национальной революционной партии Эквадора.